# Вышка-2
Вы́шка II (Вышка-2) — микрорайон в Мотовилихинском районе города Перми.

## География
Микрорайон Вышка II расположен в Мотовилихинском районе в левобережной части Перми на возвышенности к востоку от станции Балмошная. На севере ограничен долиной реки Язовая, по которой проходит граница с Орджоникидзевским районом, на востоке — краем жилой застройки за улицей Целинная, на юге по речке Малая Мотовилиха граничит с микрорайоном Гарцы, на юго-западе — с микрорайоном Вышка I.

## История
К началу XX века местность имела дачный характер. В 1905 году была построена Крестовоздвиженская церковь. Официальная дата основания микрорайона 1941 год. Застройка микрорайона началась после Великой Отечественной войны. По улице Целинной появились частные дома работников завода им. Ленина (ныне Мотовилихинские заводы).
К январю 2021 года здесь было прописано более 30 тысяч жителей.

## Транспортное сообщение
Микрорайон связан с другими микрорайонами города пятью автобусными маршрутами:
- 36 «Микрорайон Вышка I — Улица Гашкова — Театр „Ироничная компания“»;
- 58 «Микрорайон Васильевка — Микрорайон Вышка I»;
- 77 «Улица Памирская — Улица Мильчакова»;
- 78 «Микрорайон Кислотные дачи – Улица Мильчакова»;
- 82 «Улица Гашкова — ГКБ № 4 — Улица Гашкова»

Также в микрорайоне работает нелегальное маршрутное такси «Улица Гашкова — Улица 1905 года», вместо которого планируется запуск альтернативного муниципального маршрута.

## Улицы
Основные улицы: Гашкова, Ивана Франко, Целинная.
До конца 2029 года планируется строительство трассы ТР-53, которая соединит микрорайоны Вышка II и Садовый.

## Инфраструктура
В промзоне между Вышкой II и рекой Камой находится завод «Машиностроитель», Пермвтормет и ряд более мелких предприятий. На выезде из микрорайона к улице Соликамская расположена исправительная колония № 29 и следственный изолятор № 5.

## Образование
Школа № 30, Школа № 74, гимназия № 7, кадетская школа № 1, Пермский колледж транспорта и сервиса.